# Équipe d'Argentine de football à la Copa América 1999
L'équipe d'Argentine de football participe à sa 36e Copa América lors de l'édition 1999 qui se tient au Paraguay du 29 juin 1999 au 18 juillet 1999. Elle se rend à la compétition en tant que quart de finaliste de la Copa América 1997.
Les Argentins passent le premier tour en terminant deuxième du groupe C puis ils sont de nouveau éliminés en quart de finale après une défaite par 2 buts à 1 contre leur rivaux brésiliens.

## Résultat

### Premier tour
| Classement final |           |     |   |   |   |   |    |    |      |
|                  | Équipe    | Pts | J | G | N | P | BP | BC | Diff |
| 1                | Colombie  | 9   | 3 | 3 | 0 | 0 | 6  | 1  | +5   |
| 2                | Argentine | 6   | 3 | 2 | 0 | 1 | 5  | 4  | +1   |
| 3                | Uruguay   | 3   | 3 | 1 | 0 | 2 | 2  | 4  | -2   |
| 4                | Équateur  | 0   | 3 | 0 | 0 | 3 | 3  | 7  | -4   |

| 1er juillet | Argentine | 3 | 1 | Équateur  |
| 1er juillet | Colombie  | 1 | 0 | Uruguay   |
| 4 juillet   | Colombie  | 3 | 0 | Argentine |
| 4 juillet   | Uruguay   | 2 | 1 | Équateur  |
| 7 juillet   | Argentine | 2 | 0 | Uruguay   |
| 7 juillet   | Colombie  | 2 | 1 | Équateur  |

| 1er juillet 1999 | Argentine                      | 3 – 1   | Équateur     | Estadio Feliciano Cáceres (Luque)                 |                                                   |
|                  | Simeone 12e · Palermo 55e, 61e | (1 - 0) | Kaviedes 77e | Spectateurs : 20 000 Arbitrage : Gilberto Hidalgo | Spectateurs : 20 000 Arbitrage : Gilberto Hidalgo |

| 4 juillet 1999 | Colombie                                     | 3 – 0,  | Argentine   | Estadio Feliciano Cáceres (Luque)              |                                                |
|                | Córdoba 10e (pen.) · Congo 79e · Montaño 87e | (1 - 0) | Zanetti 69e | Spectateurs : 18 000 Arbitrage : Ubaldo Aquino | Spectateurs : 18 000 Arbitrage : Ubaldo Aquino |

| 7 juillet 1999 | Argentine                                   | 2 – 0   | Uruguay | Estadio Feliciano Cáceres (Luque)                 |                                                   |
|                | Kily González 1re · Palermo 56e · Vivas 73e | (1 - 0) |         | Spectateurs : 20 000 Arbitrage : Gilberto Hidalgo | Spectateurs : 20 000 Arbitrage : Gilberto Hidalgo |

### Quart de finale
| 11 juillet 1999 | Brésil                    | 2 – 1 | Argentine | Estadio Antonio Oddone Sarubbi (Ciudad del Este) |                                                 |
| | Rivaldo 32e · Ronaldo 48e | (1 - 1) | Sorín 10e | Spectateurs : 26 000 Arbitrage : Gustavo Mendez  | Spectateurs : 26 000 Arbitrage : Gustavo Mendez |
| Dida - Cafu, João Carlos, Antônio Carlos, Roberto Carlos - Emerson, Flávio Conceição, Zé Roberto ( 73e Beto), Rivaldo - Amoroso ( 81e Christian), Ronaldo | Équipes                   | Burgos - Pocchettino, Ayala, Samuel, Sorín ( 69e López) - Zanetti, Simeone ( 69e Cagna), Riquelme, Ortega - Palermo, Kily González |           | Spectateurs : 26 000 Arbitrage : Gustavo Mendez  | Spectateurs : 26 000 Arbitrage : Gustavo Mendez |

## Navigation